# Tau Centauri
Tau Centauri ( τ Centauri, förkortat Tau Cen, τ Cen) som är stjärnans Bayerbeteckning, är en ensam stjärna belägen i den mellersta delen av stjärnbilden Kentauren. Den har en skenbar magnitud på 3,86 och är synlig för blotta ögat där ljusföroreningar ej förekommer. Baserat på parallaxmätning inom Hipparcosuppdraget på ca 24,9 mas, beräknas den befinna sig på ett avstånd på ca 131 ljusår (ca 40 parsek) från solen. Det är 98 procent sannolikhet att den har en gemensam egenrörelse med Gamma Centauri. De två stjärnorna har en uppskattad separation på 1,7 ljusår.

## Egenskaper
Tau Centauri är en blå till vit stjärna av spektralklass A0 V eller AI IVnn, vilket anger att den kan vara en stjärna i huvudserien eller en mer utvecklad underjättestjärna.  Den har en massa som är ca 2,3 gånger större än solens massa, en radie som är ca 2,2 gånger större än solens och utsänder från dess fotosfär ca 42 gånger mera energi än solen vid en effektiv temperatur på ca 10 500 K.
Tau Centauri roterar snabbt med en projicerad rotationshastighet på 296,8 km/s. Detta ger stjärnan en något tillplattad form, med en uppskattad ekvatorialradie som är 30 procent större än polärradien.